# Летний сад
Ле́тний сад — парковый ансамбль, памятник садово-паркового искусства первой трети XVIII века в Центральном районе Санкт-Петербурга. Сад был заложен по повелению Петра I в 1704 году и первоначально был регулярным. Занимает отдельный одноимённый остров, омываемый реками Невой, Фонтанкой, Мойкой и Лебяжьей канавкой.

## История летнего сада
Летний сад изначально создавался как летняя царская резиденция, и для её обустройства была выделена часть острова Усадица: Пётр I выбрал обжитую и выгодно расположенную мызу на том месте, где располагалось имение шведского майора Эриха Берндта фон Коноу (Конау) — небольшой домик с хозяйственным двором и садом.
В то время эта часть острова выполняла транспортную функцию (утрачена с прокладкой Большой Перспективной дороги).

## Хронология создания и развития
В истории формирования и развития Летнего сада исследователи выделяют 7 этапов:

### I этап (1704—1710)
Строительство началось в 1704 году, первым строителем сада стал Иван Матвеевич Угрюмов (Иван Матвеев). Под руководством Петра I им проводились первоначальные работы:
- Определение и обозначение границ сада.
- Первоначальная планировка.
- Осушение территории. Создание твёрдой почвы. Для этого был прорыт мелиоративный канал[6], ставший одним из основных элементов сада.
- Посадка деревьев.
- Сооружение первых фонтанов.
- Подготовка мест для первых государевых построек.
- Создание и поддержание Гаванца.
- Первые дубовые галереи коринфским ордером возводились по требованию Петра зодчим Ф. Васильевым.

Для удобства сухопутного сообщения между Новгородской дорогой и Адмиралтейством царь повелел «перебить тое речку». Плотина через Фонтанку была построена в 1705 году мастером Иваном Матвеевичем Угрюмовым.
Большое значение имели мелиоративные работы — выбранная территория не годилась даже для посадки деревьев, требовалось создать твёрдую поверхность. Для этого производились следующие действия:
- Устраивались водоёмы — каналы и пруды.
- Велись работы по укреплению почвы — деревья высаживались в саду круглый год.
- Производилась активная подсыпка территории — в течение нескольких лет из разных мест завозили землю в огромных количествах.

В 1707 году Иван Матвеевич Угрюмов (Иван Матвеев) умер в Шлиссельбурге, и наблюдение за строительством в отсутствие Петра I было поручено А. В. Кикину. Активное строительство в саду начинается с 1709 года. Построен деревянный Летний дворец. Строятся первые фонтаны, высаживаются деревья и цветы. В это время сад имеет регулярную планировку, с подстриженными деревьями. Сад стал местом проведения ассамблей, балов и фейерверков. Он был закрыт для публики, попасть туда было возможно лишь по приглашению Петра.

### II этап (1710—1716)
Вырыты Лебяжий и Поперечный каналы. Территория делится на Первый и Второй Летние сады. Возводится каменный Летний дворец с гаванцем и Людскими покоями (архитектор Д. Трезини, 1712), павильон Грот (архитектор А. Шлютер, 1713—1725), Большая оранжерея, Зелёные кабинеты, Люстгаузы, Огибные аллеи, три галереи на берегу Невы. Для украшения сада заказываются, в основном в Венеции, мраморные скульптуры. Во Втором Летнем саду устроен Карпиев пруд и две «этуали». За Большой оранжереей, у Фонтанки в Красном саду, расположены огороды и теплицы. С 1712 г. работы проводит садовник Ян Роозен, который проработал в Летнем саду более 13 лет (1712—1726). Композиция сада выполнена в традициях голландских регулярных садов.

### III этап (1716—1725)
В 1716 году в Петербург приезжает французский архитектор Жан-Батист Леблон, ученик А. Ленотра, который был хорошо известен в Европе своими сочинениями о регулярных садах и лабиринтах Версаля. В 1715 году Петру привезли одну из его книг — «Практика господина Леблона об огородах». Жан-Батист Леблон выстраивает композицию Летнего сада, основываясь на презентативных принципах регулярных французских садов, где одним из характерных приёмов является глубина ландшафта и насыщенность садовыми сооружениями. По-новому решается внутреннее пространство четырёх центральных боскетов на главной аллее. Внутри них Леблон предложил расположить разнообразные «садовые затеи», а вдоль Лебяжьего канала, сооружённого в 1716 году, устроить огромный цветочный партер с фонтаном в середине.
Работы проводил архитектор М. Земцов. Основная идея Ж.-Б. Леблона — презентативность, укрупнение ключевых элементов композиции, насыщение их содержанием и большей декоративностью — была реализована. В частности, в слегка уточнённом виде решены четыре боскета на центральной аллее. За Поперечным каналом устраивается садовый лабиринт, украшенный фонтанами на сюжеты басен Эзопа, — масштабная композиция, занявшая главное место в планировке второго Летнего сада. Здесь же находились фонтаны-шутихи.
Первоначально снабжавший фонтаны водоподъёмный механизм работал на конной тяге. В 1718 году он был заменён первой в России паровой «водовзводной машиной» конструкции французского инженера Т. Дезагюлье (Desaguliers, Theophile, 1683—1743). Вода для этой машины бралась из Безымянного Ерика, который с тех пор и стали именовать Фонтанкой.
К 1719 году основные работы были закончены. В те же годы прорыли Поперечный канал. Вытекавший из Лебяжьего, он шёл к Фонтанке, но до реки не доходил и делил сад на две почти равные части. Тогда же соединили реки Мойку и Фонтанку, и основной массив сада оказался расположенным на острове. Пруды и каналы были устроены для осушения территории сада, но в то же время они явились и декоративным его оформлением. Исключение составлял Гаванец, который был устроен у мыса, образуемого Невой и Фонтанкой, и служил для подхода к Летнему дворцу на мелких судах.
В 1718—1725 гг. был прорыт Лиговский канал из речки Лиги, вытекавшей из Дудергофских озёр. Вода шла по каналу в специальные бассейны, находившиеся на Бассейной улице (ныне — улица Некрасова). Оттуда по трубам она подавалась к водовзводным башням, обеспечивающим фонтаны Летнего сада водой.
В сад пускали только по воскресеньям, и то не всех. На посетившего сад в 1721 году Берхгольца произвёл впечатление «большой птичник, где многие птицы частью свободно расхаживают, частью заперты в размещённых вокруг него небольших клетках. Тут же содержатся и некоторые четвероногие животные, как, напр., очень большой ёж, имеющий множество чёрных и белых игл до 11-ти дюймов длинною. Из них одну я сберёг для себя. В высоком домике с восточной стороны множество прекрасных и редких голубей».

### IV этап (1725—1750)
Связан с работами знаменитого архитектора Ф. Б. Растрелли. Он возводит деревянный дворец (1732) для Анны Иоанновны на набережной Невы.
Развивая идеи Леблона, Ф. Б. Растрелли создал необычайно нарядную и торжественную партерную композицию, завершив её уникальным сооружением — величественным каскадом «Амфитеатр» (1734—1738), украшенным фонтанами, скульптурой и резьбой. В центре партера был устроен один из самых нарядных фонтанов Летнего сада — «Коронный».

### V этап (1750—1787)
Императрица Елизавета Петровна разрешила впускать публику в Летний сад «в небытность государыни» в Петербурге.
Любой опрятно одетый человек имел право пройтись по аллеям.
С 25 мая 1752 года сад был открыт для публики по воскресеньям и в праздничные дни.
С 10 мая 1755 года Елизавета приняла решение впускать публику по четвергам.
С 16 июня сад возобновил работу и по воскресеньям, а с 24 мая 1756 года публику чином ниже 2 класса вновь стали впускать только в отсутствие императрицы в Петербурге.
До 1760-х годов Нева подступала вплотную к саду (как изображено на гравюре Алексея Зубова), но для развития города потребовалось обеспечить сквозной проезд.
С помощью ряжей в русле Невы была засыпана полоса шириной около 70 метров.
На базе этой засыпки в течение 1763—1767 гг. была устроена свайная набережная
21 сентября 1777 году произошли буря и наводнение, которые разрушили фонтаны и павильон «Грот». Фонтаны решили не восстанавливать, как по причине экономических соображений, так и в соответствии с новыми тенденциями в садовом искусстве, к которым пристрастилась следившая за модой императрица (Екатерина II в письме Вольтеру сообщила, что она ненавидит фонтаны, считающиеся частью французских садов и тирании, заставляющей течь воду неестественным образом, поскольку является поклонницей английских садов и либерализма). Акведук разобрали, освободив место для постройки Пантелеймоновского моста. Были разобраны Лабиринт и Людские покои, засыпаны Гаванец и Поперечный канал. Оба сада были объединены в большое единое пространство. «Садовые затеи» приводятся в порядок и существуют на протяжении ещё ряда лет. И только в 1787—1790 гг. окончательно разбираются. В 1798—1799 гг. на берегу Лебяжьего канала была сооружена по проекту Г. П. Пильникова терраса из тёсаного камня. В 1826 году К. И. Росси построил «Кофейный домик», перестроив разрушенный в 1777 году павильон «Грот».
Этот период органично включает памятники предшествующих эпох.

#### Невская ограда Летнего сада
В распоряжении от 7 июня 1770 года говорится, что поскольку:

«первого сада наличная к Неве реке сторона по случаю исправления каменного берега ныне без решётки, почему в тот сад всякого звания люди свободно летом и зимой входят и опасно, что нехорошего состояния от людей не могло причиниться в том саде какого-либо вреда и похищения как уже перед сим плитки и покрадены, да и вид от Невы безо всего нехороший: зимой и совсем в тот сад пущать не для чего того ради приказали: заархитектору Фоку и ранга подпорутчинского Вуншу сделать прожект каким наилучшим образом в том первом саду от Невы реки решётку сделать надлежит учиня надобным к тому материалам смету и представить в Контору немедленно»— Цит. по Р. Д. Люлина. Кто же автор ограды Летнего сада? — В сб.: Белые ночи, 1974, с. 419
В январе 1771 года Юрием Фельтеном была сделана деревянная модель и составлено описание к ней, в котором архитектор указал все размеры каменных частей будущей ограды, задав тем самым общие пропорции сооружения. После принятия решения о сносе в северо-западной части сада второго Летнего дворца (С. Ван-Звитен, Д. Трезини, М. Земцов, 1721—1726 годы), ограда удлинилась. Трое ворот располагались против трёх главных аллей. После начала педагогической деятельности Фельтена в 1772 году непосредственным наблюдателем за ведением работ был архитектор Пётр Егоров.
Авторство ограды вызывало споры у специалистов, так как помимо Фельтена и Егорова в документах упоминаются имена и других архитекторов: Жан-Батист Валлен-Деламот, Иван Фок, Даниил Бунш. Документ от 10 сентября 1770 года, направленный И. И. Бецким Екатерине II, гласит:

«Её Императорское Величество изустно указать мне соизволила по берегу Невы реки у первого сада сделать по апробованному Её Величеством чертежу железною решётку с воротами на каменном фундаменте с столбами и цоколем дикого камня из суммы берегового строения. Во исполнение того именного Её Императорского Величества высочайшего указа упомянутая Контора по тому чертежу и учинённой архитектором Фельтеном смете (кои при сем прилагаю) оную решётку сделать и нужные на то материалы и прочее стараться ныне заблаговременно заготовлять, дабы будущею весною в самое дело той решётки вступить можно было»— РГИА, ф. 470, оп. 1 (86/520), д. 11
Весной 1771 года начались работы по изготовлению «железной решётки кузнечною и слесарною работою под краску с тремя воротами». 32 звена кованой решётки, больших ворот в центре и двух малых, справа и слева, были выкованы в 1773—1777 годах на тульском заводе купца Денисова. Решётка изготавливалась тульскими кузнечными мастерами, из её творцов известен мастер Ивашенцев
Для ограды также использовали 36 столбов из крупнозернистого карельского гранита, доставленного из Финляндии. В течение пяти лет, с 1772 по 1777 год, мастера из села Путилова Шлиссельбургского уезда выезжали посменно в столицу: вытёсывали гранитные колонны, лещадки, базы, цоколи. В 1782—1783 годах мастера изготовили гранитные вазы и урны и завершили их установку. Последние три месяца мастера работали без смен, чтобы «в поправлении своих домишков в зимнее время меж сменами побольше времени дома быть».
Всего «для постановления на столбах железной решётки у Летнего сада» трудилось посменно 144 каменщика.
Несмотря на большое наводнение 10 (21) сентября 1777 года, строительство ограды было закончено уже в 1784 году.
Поэт К. Н. Батюшков отметил: «Взгляните на решётку Летнего сада, которая отражается зеленью высоких лип, вязов и дубов! Какая лёгкость и какая стройность в её рисунке». В 1824 году учёный-минералог Д. И. Соколов писал: «набережные Петербурга и решётка Летнего сада могут быть причислены к чудесам мира».

### VI этап (XIX в.)
Сохраняется историческая планировка, зелёный массив, отдельные архитектурные сооружения, мраморные скульптуры. До середины XIX в. в саду поддерживаются шпалеры.
Появляются новые сооружения. Строится Каменная терраса на Лебяжьем канале по проекту Г. П. Пильникова (1799). Архитектор К. И. Росси перестраивает павильон «Грот» в «Кофейный домик» (1826). По проекту Л. И. Шарлеманя со стороны Мойки строится чугунная ограда и деревянный Чайный домик (1827). Его стены возведены из брёвен и обшиты досками, однако фасады исполнены так, как если бы это было каменное здание в стиле русского классицизма: дорические колонны, балюстрада, карниз с модульонами и резными украшениями. Два помещения, связанные между собой колоннадами и общей крышей, служили кладовыми, а средняя часть — укрытием от дождя для посетителей сада.
В 1839 году шведский король Карл XIV передал в подарок Николаю Первому гранитную вазу, изготовленную на Эльвдаленской (Эльфдальской) мануфактуре в Швеции. Ваза была установлена 10 сентября 1839 г. между прудом и южной оградой и стала ещё одним украшением Летнего сада. Она известна как порфировая ваза Летнего сада. 
В 1851—1855 годах скульптор П. К. Клодт установил памятник И. А. Крылову. Идея воздвигнуть памятник русскому баснописцу возникла ещё в 1844 году. Тогда же стали собирать пожертвования на его сооружение. Первоначально планировалось установить монумент на Васильевском острове между зданиями Университета и Академии наук, однако позже избрали Летний сад. В 1848 был проведён конкурс, в котором участвовали скульпторы А. И. Теребенёв, Н. С. Пименов, И. П. Витали, П. К. Клодт и П. А. Ставассер. Победителем стал проект, представленный Петром Клодтом. Моделировка, формовка и отливка выполнены в течение 1851—1853 годов, в 1854 году начались работы по установке памятника. 12 мая 1855 года скульптура была установлена на пьедестале.
Пьедестал из тёмно-серого сердобольского гранита украшен горельефными композициями, исполненными тем же Клодтом по рисункам А. А. Агина на сюжеты наиболее прославленных крыловских басен. На пьедестале установлена реалистично исполненная скульптура: Крылов сидит в просторном пальто на камне и держит в руках раскрытую книгу.
Большие изменения коснулись Невской ограды. В память о спасении императора Александра II во время покушения на его жизнь 4 апреля 1866 года в Невскую ограду была встроена отделанная мрамором часовня Александра Невского (по проекту Р. А. Кузьмина(1811—1867)), по сторонам которой установили снятые со своих мест Малые ворота ограды (1866—1868 гг.).

### VII этап (XX—XXI вв.)
В 1918 году часовню 1866 года закрыли, а в 1930-м полностью разобрали. На месте разобранной часовни в 1930 году установили копию секции рядового звена невской ограды.
В 1941 году архитектором и исследователем Т. Д. Дубяго разработан проект восстановления Летнего сада, частично реализованный после 1945 года.
В 1971 году ландшафтным архитектором Н. Е. Тумановой составлен эскизный проект реставрации Летнего сада, предусматривающий частичное восстановление «садовых затей» и фонтанов. Проект не был осуществлён.
В 1970-х гг. на месте Большой оранжереи и боскета «Зелёный кабинет» построили Хозяйственный двор и здание ТП. В результате была потеряна часть поперечной аллеи, идущей от Фонтанки к Лебяжьему каналу.
В 2002 г. конкурс Госстроя Российской Федерации на разработку проекта реставрации Летнего сада выиграл ГУП Институт «Ленпроектреставрация» (директор А. Г. Белов). Работа над проектом велась совместно с компанией «Рест-Арт-Проект» (директор и главный архитектор проекта Н. П. Иванов).
В 2004 г. территория Летнего сада с Летним дворцом и Домиком Петра I вошла в состав Государственного Русского музея. Летний сад стал одним из филиалов Русского музея.
В 2008 г. Правительство Российской Федерации из федерального бюджета выделило 2,3 млрд рублей на проведение аукциона за право выполнения I этапа работ по комплексной реконструкции и капитальному ремонту Летнего сада в соответствии с проектом, разработанным институтом «Ленпроектреставрация». В результате конкурсных процедур генеральным подрядчиком всех работ стало ООО «Профиль». В течение 2009—2011 гг. были выполнены работы по реставрации мраморных скульптур и пьедесталов, реставрации порфировой вазы, изготовлению копий скульптур и пьедесталов из искусственного мрамора, реставрации чугунной ограды архитектора Л. И. Шарлеманя со стороны реки Мойки, воссозданию центральных ворот Невской ограды архитектора Ю. М. Фельтена, лечению больных деревьев, воссозданию 8 фонтанов (девятый фонтан музеефицирован), шпалер, боскетов — «Птичий двор», «Крестовое гульбище», «Менажерийный пруд», «Французский партер», воссозданию павильонов «Малая оранжерея» и «Голубятня», берсо, капитальной перестройки Хозяйственного двора, установки современных систем охраны и видеомониторинга и ряд других объектов. Из 1817 деревьев у 1550 было сделано «кронирование». В общей сложности было вырублено 129 деревьев. Из них — 97 сухих и больных деревьев и 32 из-за планировочных работ. Высажено 105 новых деревьев разных пород, 12000 мелколистных лип, более 5000 кустарников. Работы были завершены в декабре 2011 года. В декабре 2011 года Счётная палата Российской Федерации проверила ход работ по реконструкции и капитальному ремонту Летнего сада (проект 2009—2011 гг.). По итогам проверки Коллегией отмечена эффективная работа Государственного Русского музея и ООО «Профиль» по реализации проекта реконструкции и капитального ремонта Летнего сада в г. Санкт-Петербурге.
После двух с половиной лет реставрации 27 мая 2012 года Летний сад торжественно открылся для посетителей.
В ноябре-декабре 2012 года Русский музей провёл конкурс на разработку проекта II этапа реконструкции Летнего сада под названием: "Завершение работ по разработке проектно-сметной документации на «Реконструкцию и капитальный ремонт с элементами воссоздания ансамбля-памятника „Летний сад“ и Домика Петра I на Петровской набережной», II очередь (Домик Петра I и Летний дворец Петра I)". В результате конкурсных процедур договор на проведение этих работ Русский музей подписал с компанией ООО «Профиль», которая ранее в качестве генерального подрядчика осуществляла работу по I этапу реконструкции Летнего сада (2009—2011 гг.). Стоимость разработки проекта — 117 202 070,61 рубля.

## Мраморная скульптура Летнего сада

### История создания коллекции
Основная часть коллекции — мраморные скульптуры итальянских мастеров конца XVII — начала XVIII вв. Приобретением скульптур в Италии в начале XVIII века занимались доверенные лица Петра I, знатоки искусства граф Савва Рагузинский-Владиславич и Юрий Кологривов. Уже в 1710 году в саду насчитывалось около тридцати статуй и бюстов. В последующие годы количество их увеличивалось и к 1728 году достигло уже более ста. Многие скульптурные произведения подписаны их исполнителями.
В коллекции представлены работы итальянских скульпторов Пьетро Баратта (P. Baratta) (1668—1729): скульптурная группа «Мир и Победа. Аллегория Ништадтского мира» (1725), статуи «Аллегория архитектуры» (около 1722), «Аллегория милосердия» (1717), «Аллегория мореплавания» (до 1722), «Аллегория правосудия» (1719), «Слава» (около 1718), бюсты «Александр Македонский» (около 1720), «Аллегория изобилия» (нач. XVIII в.), «Аллегория мира» («Женщина в диадеме») (около 1719), «Аллегория осени (Вакх)» (около 1717), «Аллегория солнца (Аполлон)» (около 1717), «Камилла» (нач. XVIII в.), «Молодая женщина (римлянка)» (нач. XVIII в.), «Флора» (нач. XVIII в.), «Юноша» (нач. XVIII в.); Джованни Бернини (G. Bernini) (1598—1680), школа: скульптурная группа «Амур и Психея» (конец XVII в.); Джованни Бонацца (G. Banazza) (1654—1736): статуи «Аврора» (1717), «Закат» (1717), «Ночь» (1717), «Полдень» (1717), «Сивилла Дельфийская» (1719); Джузеппе Гроппелли/Гропелли (G. Groppelli) (1675—1735) и Паоло Гроппелли/Гропелли (P. Groppelli) (1677—1751): статуи «Нимфа воздуха» (около 1717), «Талия» (около 1719), «Терпсихора» (около 1722), «Эвтерпа» (около 1722); Марино Гроппелли/Гропелли (M. Groppelli) (1662—1728): статуи «Аллегория искренности» (1717), «Аллегория истины» (1717); Джованни Дзордзони/Зорзони (G. Zorzoni) (1663—1741): статуи «Аллегория красоты» (около 1719), «Сивилла Европейская» (1717), «Сивилла Ливийская» (1717); Антонио Коррадини (A. Corradini) (1668—1752): статуя «Нереида» (около 1717), бюсты «Петрония Прима» (1717), «Скрибония» (нач. XVIII в.); Орацио Маринали (O. Marinali) (1643—1720): бюсты «Аполлон» (около 1717), «Аристотель» (нач. XVIII в.), «Гераклит» (нач. XVIII в.), «Демокрит» (нач. XVIII в.), «Диоген» (нач. XVIII в.), «Марс» (около 1717), «Сенека» (нач. XVIII в.), «Царь Мидас» (нач. XVIII в.), «Эскулап» (нач. XVIII в.); Бортоло Модоло (B. Modolo) (около 1681—?): бюсты «Сивилла Самосская» (нач. XVIII в.), «Сивилла Эритрейская» (около 1717); Франческо Пенсо (Кабьянка/Кабианка) (F. Penso Cabianca) (1665—1737): статуи «Антиной» (1722), «Вертумн» (1717), «Помона» (1717), «Сатурн» (1716), бюсты «Веспасиан» (около 1717), «Марция Фурнилла» (около 1716), «Нерон» (нач. XVIII в.), «Тиберий» (около 1717), «Тит» (около 1717), «Траян» (нач. XVIII в.); Альвизе Тальяпьетра (A. Tagliapietra) (1670—1747): статуя «Беллона» (около 1718); Антонио Тарсиа (A. Tarsia) (1662—1739): статуи «Немезида» (1716), «Рок» (около 1716), «Юность» (около 1722), бюст «Аллегория дня» (нач. XVIII в.); Паоло Трискорни (P. Triscornia) (1757—1833): статуи «Аполлон» (около 1800), «Диана» (XVIII в.), фламандского скульптора Томаса Квеллинуса (T. Quellinus) (1661—1709): статуи «Минерва» (1690-е), «Нимфа Летнего сада» (1690-е), «Церера» (1690-е), немецкого скульптора Генриха Мейринга (Heinrich Meyring) (1628—1723): статуя «Флора» (1717), а также ряд работ неизвестных скульпторов конца XVII — начала XVIII века.
В 1720 году в галерее на берегу Невы была установлена античная статуя Венеры, выполненная неизвестным италийским скульптором во II или III веке до н. э. с греческого оригинала Афродиты Книдской или Венеры Капитолийской. Статуя была найдена при раскопках в Италии в 1719 году и подарена Петру I папой римским Климентом XI. Превосходная по качеству исполнения скульптура привлекала в XVIII веке особое внимание посетителей Летнего сада как одна из главных его достопримечательностей. Теперь эта статуя, которая называется «Венера Таврическая», находится в собрании Государственного Эрмитажа.
Скульптурное убранство Летнего сада в XVIII веке дополняли многочисленные, главным образом свинцовые, позолоченные изваяния, украшавшие его фонтаны, впоследствии утраченные.
По тематике скульптуру Летнего сада можно разделить на три большие группы: исторического, аллегорического и мифологического содержания. Среди них имеются отдельные небольшие серии, связанные единством содержания: такова серия, изображающая различное время суток, аллегорические статуи, олицетворяющие науки и искусства, и т. п. Интересны скульптурные портреты исторических деятелей — Александра Македонского, Марка Аврелия, польского короля Яна Собеского, а также статуи, аллегорически изображающие Архитектуру, Славу, Мореплавание, Правосудие и персонажей античной мифологии — Минерву, Беллону, Немезиду, Эвтерпу, Флору, Меркурия, Вакха и др. Некоторые являются подражанием античным оригиналам.
В 1974 г. во время археологических раскопок в районе хозяйственного двора в земле была найдена мраморная герма «Вакх» (неизвестный скульптор, Италия, XVIII в.).
На сегодняшний день коллекция оригиналов мраморной скульптуры Летнего сада состоит из 92 единиц хранения (38 статуй, 5 скульптурных групп, 48 бюстов и 1 гермы), которые после капитальной реставрации в основном хранятся в залах Инженерного (Михайловского) замка (90 единиц хранения). Оригинал Пьетро Баратта «Мир и Победа» (Ништадтский мир) (1725) после полной реставрации находится на своём историческом месте в Летнем саду между Летним дворцом Петра I и рекой Невой. Герма «Вакх» не проходила реставрацию и в настоящее время находится в павильоне «Голубятня» боскета «Птичий двор» Летнего сада. Этот памятник является экспонатом постоянно действующей выставки.

### Реставрация и замена оригиналов на копии
Все оригинальные мраморные скульптуры и большая часть пьедесталов неоднократно подвергались реставрации.
Учитывая необратимый процесс естественного старения и разрушения каррарского мрамора, из которого изготовлены скульптуры, находившиеся более трёхсот лет под открытым небом, и постоянные акты вандализма, в 1986 году Исполнительный Комитет Ленинградского городского Совета Депутатов трудящихся принял Постановление «Об изготовлении копий скульптуры Летнего сада». За десять лет с 1986 по 1996 годы было изготовлено 25 копий скульптурных бюстов. С 1996 по 2003 годы — ещё 3 копии статуй. Таким образом, до 2004 года было изготовлено в общей сложности 28 копий из материала, который назывался «портландцемент». В 2003 году копирование было приостановлено.
С 2004 года коллекция мраморной скульптуры Летнего сада юридически стала составной частью собрания Русского музея. С 2005 по 2009 годы Отделом реставрации экспонатов Русского музея было отреставрировано 24 скульптуры с пьедесталами, имевшие самые значительные разрушения.
С 2009 по 2011 годы в рамках работ по I этапу комплексной реставрации и реконструкции Летнего сада вся оригинальная мраморная скульптура и пьедесталы были полностью отреставрированы (за исключением мраморной гермы «Вакх», являющейся экспонатом постоянной экспозиции, посвящённой истории археологических изысканий в Летнем саду) и перемещены в залы Инженерного (Михайловского) замка на постоянное музейное хранение. Гранитные пьедесталы после реставрации были возвращены в Летний сад и установлены на свои исторические места.
После реставрации со всех оригинальных мраморных скульптур (за исключением двух экспонатов — скульптурной группы «Мир и Победа» (Ништадский мир) и гермы «Вакх») были сняты силиконовые формы и изготовлены точные копии из искусственного мрамора (натуральной мраморной крошки различной фракции и полимерного связующего), которые были установлены к ноябрю 2011 года в Летнем саду. В общей сложности были изготовлены 90 копий скульптур (статуи, бюсты, скульптурные группы) и 152 пьедестала и подставки под бюсты.

#### Реставрация статуи «Минерва»
Статуя «Минерва», как и все скульптуры Летнего сада, неоднократно подвергалась реставрации. На основании архивных документов только в течение XX века она побывала в реставрации 6 раз. Последнее серьёзное повреждение статуя получила в 2003 году, когда вандалы вырвали у скульптуры копьё, повредив при этом пальцы левой руки, фрагмент плинта и др. После включения Летнего сада в структуру Русского музея в 2004 году статуя «Минерва» была первой статуей, поступившей на капитальную реставрацию. Работы проводились в течение 2005 года. После этого, учитывая общую деструкцию мрамора, было решено не возвращать оригинал в Летний сад, а установить там копию. В 2009—2011 гг. точная копия из натуральной мраморной крошки была изготовлена с отреставрированного оригинала и установлена на историческом месте скульптуры в Летнем саду. Оригинал хранится в музейных залах Инженерного (Михайловского) замка.

#### Реставрация статуи «Юность»
Несмотря на то, что статуя только в течение XX века семь раз подвергалась реставрации, за свою трёхвековую историю она почти не пострадала. Однако в 2001 году во время урагана памятник оказался повреждён упавшим деревом, в результате чего предплечье левой руки и бубен вместе с пальцами правой руки были расколоты на 28 фрагментов разной величины.
Капитальная реставрация была проведена в конце 2005 года. В 2006 году скульптура была установлена на своё историческое место в Летнем саду. В рамках проекта по реставрации и реконструкции Летнего сада (2009—2011 гг.) статуя «Юность» была очищена от загрязнений, с неё была снята силиконовая форма и сделана точная копия из натуральной мраморной крошки. Копия была в 2011 году установлена в Летнем саду. Оригинал хранится в залах Инженерного (Михайловского) замка.

## Фонтаны Летнего сада
Летний сад задумывался Петром I как сад фонтанов, поэтому не удивительно, что они стали в итоге одним из существенных элементов садового ансамбля. Без них он не мыслил настоящего сада, способного соперничать по своей красоте со знаменитыми парками Версаля. Поэтому, намечая план «огороду», одно из первостепенных мест он отвёл сооружению системы фонтанов. Уже в 1705 году царь приказал зодчему И. М. Угрюмову (Матвееву) «учинить приготовление свай, колёса великого… також двух с пальцами и несколько шестернёй», поясняя, что «сие надобно для возведения воды к фонтанам».
После смерти Угрюмова в 1707 году строительство фонтанов продолжали приглашённые из Европы архитекторы Яган Кинтлер, Х. ван Болос. В 1725 году фонтанов в саду было 20, а к 1736 году — свыше 50. Некоторые фонтаны были украшены свинцовыми позолоченными группами, в основном — сценами из басен Эзопа. Первоначально снабжавший фонтаны водоподъёмный механизм работал на конной тяге. В 1718 году он был заменён первой в России «огнедействующей машиной» в виде паро-атмосферного насоса конструкции французского инженера Т. Дезагюлье (Desaguliers, Theophile, 1683—1743). Этот насос, приобретённый по заказу Петра I в 1717—1718 годах в Англии, был установлен в одном из помещений грота.
В 1718—1721 годах по проекту Г. Г. Скорнякова-Писарева для питания фонтанов Летнего сада и снабжения города питьевой водой был прорыт Лиговский канал
. Канал являлся реализацией сложной для своего времени градостроительной задачи по созданию городского водовода. Канал начинался на юго-западе Петербурга у реки Лиги (ныне река Дудергофка), вытекающей из Дудергофского озера, находящегося на 24 метра выше уровня территории Летнего сада и заканчивался искусственным бассейном на углу современной улицы Некрасова (бывшая Бассейная улица) и Греческого проспекта.
От бассейна в 1725—1727 годах были проложены трубы к фонтанам Летнего сада, они пересекали реку Фонтанку по деревянному мосту-акведуку, построенному мастером X. ван Болесом и расположенному на месте нынешнего Пантелеймоновского моста. В 1748—1749 его заменили новым акведуком в стиле барокко по проекту архитектора Ф. Б. Растрелли. Акведук был пышно украшен лепкой, и даже линии арок были вырезными.
Камер-юнкер герцога Голштинского Фридрих-Вильгельм Бергхольц в своём дневнике так описывает фонтаны Летнего сада в 1721 году: «От этой галереи начинается самая широкая аллея, в которой устроены красивые высоко бьющие фонтаны. Вода для них накачивается большою колесною машиною из канала в особые бассейны и потому её всегда достаточно. У первого фонтана — место, где обыкновенно бывает царица со своими дамами, а у следующего стоят три или четыре стола, за которыми пьют и курят табак. Это место царя. Вправо от этой площадки стоит прекрасная статуя с покрытым лицом, у подножия которой течёт или, вернее сказать, бьёт вода во все стороны… против птичника устроен фонтан в виде вызолоченного каскада, украшенный множеством вызолоченных сосудов…».
Большой участок Второго Летнего сада занимал Лабиринт, на дорожках которого были поставлены фонтаны со свинцовыми позолоченными скульптурными группами на сюжеты басен Эзопа. Значительные работы по сооружению фонтанов Второго Летнего сада выполнил Б. К. Растрелли. «Я велел вырыть пруд большого протяжения, расположенный близ дворца, принадлежащего к новому саду, где я устроил также большой лабиринт из зелени, состоящий из липовых аллей с изгородями из различных деревьев, местами украшенных барельефами позолоченными, с вазами, с взлетающими струями воды; вокруг этого большого бассейна было помещено несколько мраморных статуй… в новом саду выстроил по приказу императрицы большое ванное здание с большим залом, покрытым куполом, с большим фонтаном из многих струй…».
Почти все водомёты, находившиеся на территории сада, когда-то имели свои названия. До нас дошли менее десяти имён: «Царицын» фонтан, «Гербовый», «Пирамида», «Коронный», «Яблошный», «Фаворит» и «Лакоста». Сюда же можно отнести каскады «Дельфиновый» и «Амфитеатр».
Фонтан «Царицын», располагавшийся на первой площадке от Невы по Центральной аллее, был назван в честь Екатерины I. Здесь императрица обыкновенно встречала гостей, прибывавших в сад со стороны Невы.
Фонтан «Гербовый», находившийся на второй площадке, получил своё название от резных двуглавых орлов, красовавшихся в центре водомёта. Гербы из дуба, выполненные «резного дела мастером» Кондратом Ганом, в 1721 году были инкрустированы заморскими раковинами.
Фонтан «Пирамида» располагался на четвёртой площадке по главной аллее. Когда-то на этом месте находился квадратный фонтан, однако, Екатерина I пожелала видеть здесь пирамиду. «Чертёж фантаны четверогранной… переделать, чтоб была наподобие пирамиды»,— гласил её указ. Возможно, фонтан «Пирамида» в Летнем саду был точной копией одноимённого петергофского.
Фонтан «Коронный», располагавшийся перед прежним входом в Летний сад со стороны Потешного луга (ныне — Марсово поле), был многоструйным. Своё поистине королевское название он получил по форме струй, образующих похожую на корону композицию.
«Яблоневый» или «Яблошный» фонтан, находившийся в Фабульной роще во втором Летнем саду, по всей видимости, был представлен в виде ветвей яблони, через которые били струи.
Название фонтана «Фараон» — одно из самых неожиданных для Летнего сада. Судя по описи 1824 года, такой водомёт стоял в гроте и был демонтирован в 1781 году. Он представлял собой «фонтанную свинцовую фигуру… Фараона с воинством».
Фонтан «Нарцисс» можно отнести к малоизвестным водомётам Летнего сада. Он находился в Дубовой роще, ныне не существующей, недалеко от дворца Петра I. Водомёт украшала статуя сидящего Нарцисса, который задумчиво вглядывался в фонтанную чашу.
Упоминание о фонтане «Тюленевый» мы встречаем в записках Ф. В. Бергхольца (F. W. Bergholtz), видевшего в 1723 году в бассейне водомёта «живого тюленя». Об этом же сообщается и в частном письме полкового писаря Савицкого, датированном 5 июня 1718 года: Пётр I в день своего рождения 30 мая водил гостей по Летнему саду, где, между прочим, показывал «фонтаны и в них плавающих дивных морских животных».
В Летнем саду нередко повторялись петергофские фонтаны. В 1725 году в Петергофе был открыт одноструйный круглый фонтан «Фаворитка», шутки ради названный в честь любимой собачки Екатерины I. Специальная водяная турбина приводила в движение горизонтальное колесо, на котором друг за другом сидели четыре медные уточки и собачка, безуспешно «догонявшая» птиц. При этом, как пишут очевидцы, собачка натурально «брехала», а утки «крякали». Екатерина была в восторге от такой забавы и тотчас распорядилась устроить подобный в Летнем саду. В следующем, 1728 году фонтан был построен и занял своё место в южном боскете перед павильоном «Грот». В описи сада 1736 года упоминается и «Фаворит»: «От грота по обеим сторонам дороги две брусчатые огибные, одна в Фаворит… другая к новому фонтану Лакоста, который ещё недоделан».
Упоминаемый в документе фонтан «Лакоста» можно назвать фонтаном-спутником «Фаворита». Он располагался симметрично фонтану «Фаворит», в центре правого «зелёного кабинета».
Фонтаны и система их водоснабжения были разрушены катастрофическим наводнением 21 сентября 1777 года. Екатерина II приняла решение не восстанавливать их.
В рамках I этапа реконструкции и капитального ремонта Летнего сада (2009—2011 гг.) на основании данных археологических раскопок были воссозданы 8 фонтанов. Девятый фонтан «Лакоста» — музеефицирован.

## Летний сад в поэзии
Небо нежно-голубое

Прячут в мягкие подушки

Груды серых облаков.

В бледно-матовом покое

Незапятнанных снегов

Ровный полог. Вдоль опушки

Я иду. Мелькают прутья

Строго вычурной решётки

Меж законченных колонн.

Здесь оставлен оттиск чёткий

Отошедший в даль времён.

С ним себя могу сомкнуть я.

Вдоль возделанной аллейки

Статуй домики седые

Протянулись полосой,

И недвижна на скамейке

Дева с русою косой.

Все, как в дни давно былые.
Летний сад упоминается в романе в стихах «Евгений Онегин» Александра Пушкина. Поэт описывает детство главного героя следующим образом:

Monsieur l’Abbé, француз убогой,

Чтоб не измучилось дитя,

Учил его всему шутя,

Не докучал моралью строгой,

Слегка за шалости бранил

И в Летний сад гулять водил.
Саду посвящено стихотворение Анны Ахматовой «Летний сад» (1959 года):

Я к розам хочу, в тот единственный сад,

Где лучшая в мире стоит из оград,

Где статуи помнят меня молодой,

А я их под невскою помню водой.

В душистой тиши между царственных лип

Мне мачт корабельных мерещится скрип.

И лебедь, как прежде, плывет сквозь века,

Любуясь красой своего двойника.

И замертво спят сотни тысяч шагов

Врагов и друзей, друзей и врагов.

А шествию теней не видно конца

От вазы гранитной до двери дворца.

Там шепчутся белые ночи мои

О чьей-то высокой и тайной любви.

И все перламутром и яшмой горит,

Но света источник таинственно скрыт.

Самуил Маршак:

Давно стихами говорит Нева.

Страницей Гоголя ложится Невский.

Весь Летний сад — Онегина глава.

…

А там ещё живёт петровский век

В углу между Фонтанкой и Невою…

Четверостишье Петра Вяземского о Летнем саде:

Железо, покорясь влиянию огня,

Здесь лёгкостью дивит в прозрачности ограды,

За коей прячется и смотрит сад прохлады.

Полтавская рука сей разводила сад!
— Петербург, 1818